# Pseudocoremia albafasciata
Pseudocoremia albafasciata là một loài bướm đêm trong họ Geometridae.